# Bruchus maculosus
Bruchus maculosus là một loài bọ cánh cứng trong họ Mọt đậu. Loài này được Motschulsky miêu tả khoa học năm 1874.